# Жикина династия: Возвращение
«Жикина династия: Возвращение» (серб. Повратак Жикине династије, изначально назывался «Безумный год» или «Безумные годы 11») — грядущий сербский фильм 2025 года. Фильм является одиннадцатым фильмом в серии «Безумные годы» и продолжением фильма 1992 года «Жикина женитьба».
Режиссёр фильма — Милан Коневич, сценарий написала Милена Маркович, дочь сценариста Йована Марковича, написавшего сценарии для всех предыдущих фильмов из киносериала. Главную роль Миши Павловича играет Никола Койо.
Киноцентр Сербии 2020. На Ежегодном конкурсе развлекательных фильмов фильм был продан за 22,5 миллиона динаров. В середине 2021 года скончалась главная актриса Риалда Кадрич, и проект временно был заморожен.
Продюсер Милан Тодорович дал интервью на Tanjug TV, и даже сейчас съёмки фильма «Жикина династия: Возвращение», которые будут идти до лета 2023 года, а премьера намечена на конец года. Съёмки начались в сентябре 2024 года и пройдут в несколько этапов на локациях в Белграде, Панчево и Златиборе. Кинопрокат фильма запланирован на осень 2025 года.

## Сюжет
Внук Жики Миша — отец двух мальчиков, названных в честь дедушек Жики и Милана. Один находится на пороге полового созревания, а другой уже в пубертатном периоде. Миша живёт и поддерживает свою семью, играя на скрипке на свадьбах. Сыновья Миши, которых он давно не видел, приезжают в Сербию, потому что живут с Наташей в Москве, но когда приезжают ребята, носящие имена своих дедов, начинаются разные события, полные смеха, приключений и семейных ценностей.

## В ролях
| Актер               | Роль                     |
| ------------------- | ------------------------ |
| Никола Койо         | Михайло «Миша» Павлович  |
| Никола Брун         | Жика Павлович            |
| Гаврило Иванкович   | Милан Павлович           |
| Владимир Петрович   | Слободан «Боба» Павлович |
| Весна Чипчич        | Эльза                    |
| Даниэла Димитровска | Анжела Кая               |
| Срджан Тимаров      | Тадия                    |
| Младен Совиль       | Малиша                   |
| Йово Максич         | Саша                     |
| Милена Предич       | учитель                  |
| Слободан Нинкович   | Ньокки                   |
| Лиляна Степанович   | Профессор Верка          |
| Катарина Вельович   | Светлана                 |
| Тамара Радованович  | Мой                      |
| Мина Ненадович      | Маша                     |
| Драшко Анджич       | Гризли                   |
| Зоран Анджич        | Джиджи                   |

## Интересные факты
Роль Марии, как и в предыдущих сиквелах, должна была сыграть Риалда Кадрич. Однако она внезапно скончалась перед съёмками, поэтому её персонажа в фильме не будет.